# Faceci od kuchni
Faceci od kuchni (fr. Comme un chef) – francusko-hiszpańska komedia z 2012 w reżyserii Daniela Cohena. Wyprodukowany przez Gaumont.
Światowa premiera filmu miała miejsce 7 marca 2012, natomiast w Polsce odbyła się 13 lipca 2012.

## Opis fabuły
Alexandre'a Lagarde'a (Jean Reno), świetnego paryskiego mistrza kuchni, nagle opuszcza kulinarna wena. Nieświadomi tego klienci wciąż szturmują prowadzoną przez niego restaurację, a jej właściciel chce zastąpić dotychczasowe menu nową, dużo tańszą kuchnią molekularną. Na miejsce kucharza czyha mnóstwo konkurentów, Alexandre ma więc poważny problem. Nieoczekiwanie na jego drodze staje niepokorny, ale kulinarnie bardzo uzdolniony Jacky Bonnot (Michaël Youn).

## Obsada
- Michaël Youn jako Jacky Bonnot
- Jean Reno jako Alexandre Lagarde
- Raphaëlle Agogué jako Béatrice
- Julien Boisselier jako Stanislas Matter
- Salomé Stévenin jako Amandine
- Serge Larivière jako Titi
- Issa Doumbia jako Moussa
- Bun Hay Mean jako Chang
- Pierre Vernier jako Paul Matter
- Santiago Segura jako Juan